# Viana (Angola)
Pour les articles homonymes, voir Viana.
Viana est une ville de l'Angola, dans l'est de la province de Luanda.

## Religion
Viana est le siège d'un évêché catholique créé le 6 juin 2007.